# Joseph Hallsworth
Joseph Hallsworth  (Audenshaw, 2 december 1884 – 19 juli 1974) was een Brits syndicalist.